# Georg Martin Eckert
Georg Martin Eckert (in amtlichen Dokumenten Georg Martin Eckert III.) (* 28. April 1807 in Dietzenbach; † 5. März 1894 ebenda) war ein hessischer Politiker und Abgeordneter der 2. Kammer der Landstände des Großherzogtums Hessen.
Georg Martin Eckert war der Sohn des Christoph Eckert und dessen Ehefrau Margarethe, geborene Knecht. Eckert, der evangelischen Glaubens war, heiratete Maria Margaretha geborene Eckert.
Von 1856 bis 1862 gehörte er der Zweiten Kammer der Landstände an. Er wurde für den Wahlbezirk Starkenburg 3/Langen gewählt. 1843 bis 1869 war er Bürgermeister von Dietzenbach.